# لورينبرغ
لورينبرغ (بالإنجليزية: Laurinburg)‏ هي مدينة أمريكية ومركز مقاطعة سكوتلاند في ولاية كارولاينا الشمالية في الولايات المتحدة الأمريكية.

## التركيبة السكانية
حدّد مكتب تعداد الولايات المتحدة بيانات التركيبة السكانية للورينبرغ في تعداد الولايات المتحدة. في ما يلي، التركيبة السكانية حسب تعدادي 2000 و2010.

### تعداد عام 2000
بلغ عدد سكان لورينبرغ 15,874 نسمة بحسب تعداد عام 2000، وبلغ عدد الأسر 6,136 أسرة وعدد العائلات 4,223 عائلة مقيمة في المدينة. في حين سجلت الكثافة السكانية 483.2 نسمة لكل كيلومتر مربع (1,251.5/ميل2). وبلغ عدد الوحدات السكنية 6,603 وحدة بمتوسط كثافة قدره 201 لكل كيلومتر مربع (520.6/ميل2).
وتوزع التركيب العرقي للمدينة بنسبة 50.54% من البيض و43.06% من الأمريكيين الأفارقة و4.23% من الأمريكيين الأصليين و0.76% من الأمريكيين ذوي الأصول الآسيوية و0.03% من سكان جزر المحيط الهادئ و0.35% من الأعراق الأخرى و1.04% من عرقين مختلطين أو أكثر و1.06% من الهسبانيون أو اللاتينيون من أي عرق.
بلغ عدد الأسر 6,136 أسرة كانت نسبة 37.3% منها لديها أطفال تحت سن الثامنة عشر تعيش معهم، وبلغت نسبة الأزواج القاطنين مع بعضهم البعض 41.8% من أصل المجموع الكلي للأسر، ونسبة 23.2% من الأسر كان لديها معيلات من الإناث دون وجود شريك،  بينما كانت نسبة 3.8% من الأسر لديها معيلون من الذكور دون وجود شريكة وكانت نسبة 31.2% من غير العائلات. تألفت نسبة 27.9% من أصل جميع الأسر من عدة أفراد يعيشون في نفس المنزل ونسبة 11% كانت تتألف من شخص يعيش بمفرده يبلغ من العمر 65 عاماً أو أكثر. وبلغ متوسط حجم الأسرة المعيشية 2.46، أما متوسط حجم العائلات فبلغ 3.00.
بلغ العمر الوسطي للسكان 35.5 عاماً. وكانت نسبة 26.4% من القاطنين تحت سن الثامنة عشر، وكانت نسبة 8% بين الثامنة عشر والرابعة والعشرين عاماً، ونسبة 25.6% كانت واقعةً في الفئة العمرية ما بين الخامسة والعشرين والرابعة والأربعين عاماً، ونسبة 22.5% كانت ما بين الخامسة والأربعين والرابعة والستين، ونسبة 12.7% كانت ضمن فئة الخامسة والستين عاماً فما فوق. يوجد لكل 100 أنثى 81.7 ذكر، ويوجد لكل 100 أنثى في الثامنة عشر من عمرها فما فوق 75.0 ذكر.
بلغ متوسط دخل الأسرة في المدينة 29,064 دولارًا، أما متوسط دخل العائلة فبلغ 37,485 دولارًا. وكان متوسط دخل الذكور 31,973 دولارًا مقابل 25,243 دولارًا للإناث. وسجل دخل الفرد الخاص بالمدينة 16,165 دولارًا. وكانت نسبة 19.7% من العائلات ونسبة 23.6% من السكان تحت خط الفقر، وكان من هؤلاء نسبة 36.2% تحت سن الثامنة عشر ونسبة 18.6% في الخامسة والستين من العمر وما فوق.

### تعداد عام 2010
بلغ عدد سكان لورينبرغ 15,962 نسمة بحسب تعداد عام 2010، وبلغ عدد الأسر 6,351 أسرة وعدد العائلات 4,134 عائلة مقيمة في المدينة. في حين سجلت الكثافة السكانية 485.9 نسمة لكل كيلومتر مربع (1,258.5/ميل2). وبلغ عدد الوحدات السكنية 7,048 وحدة بمتوسط كثافة قدره 214.6 لكل كيلومتر مربع (555.8/ميل2).
وتوزع التركيب العرقي للمدينة بنسبة 42.98% من البيض و46.80% من الأمريكيين الأفارقة و6.08% من الأمريكيين الأصليين و0.97% من الأمريكيين ذوي الأصول الآسيوية و0.04% من سكان جزر المحيط الهادئ و1.10% من الأعراق الأخرى و2.02% من عرقين مختلطين أو أكثر و2.04% من الهسبانيون أو اللاتينيون من أي عرق.
بلغ عدد الأسر 6,351 أسرة كانت نسبة 34.2% منها لديها أطفال تحت سن الثامنة عشر تعيش معهم، وبلغت نسبة الأزواج القاطنين مع بعضهم البعض 34.3% من أصل المجموع الكلي للأسر، ونسبة 25.8% من الأسر كان لديها معيلات من الإناث دون وجود شريك،  بينما كانت نسبة 5% من الأسر لديها معيلون من الذكور دون وجود شريكة وكانت نسبة 34.9% من غير العائلات. تألفت نسبة 31.3% من أصل جميع الأسر من عدة أفراد يعيشون في نفس المنزل ونسبة 13% كانت تتألف من شخص يعيش بمفرده يبلغ من العمر 65 عاماً أو أكثر. وبلغ متوسط حجم الأسرة المعيشية 2.40، أما متوسط حجم العائلات فبلغ 3.00.
بلغ العمر الوسطي للسكان 37.7 عاماً. وكانت نسبة 25.6% من القاطنين تحت سن الثامنة عشر، وكانت نسبة 10.5% بين الثامنة عشر والرابعة والعشرين عاماً، ونسبة 22% كانت واقعةً في الفئة العمرية ما بين الخامسة والعشرين والرابعة والأربعين عاماً، ونسبة 26% كانت ما بين الخامسة والأربعين والرابعة والستين، ونسبة 15.9% كانت ضمن فئة الخامسة والستين عاماً فما فوق. وتوزع التركيب الجنسي للسكان بنسبة 45.1% ذكور و54.9% إناث.

## أعلام
- ودي شو
- ماري ستيوارت ماكدوغال
- جاكوبي واتكينز
- تيري سانفورد
- تيريل مانينغ